# Chiesa dei Santi Leonzio e Carpoforo (Lozzo Atestino)
La chiesa dei Santi Leonzio e Carpoforo è la parrocchiale di Lozzo Atestino, in provincia e diocesi di Padova; fa parte del vicariato dei Colli.

## Storia

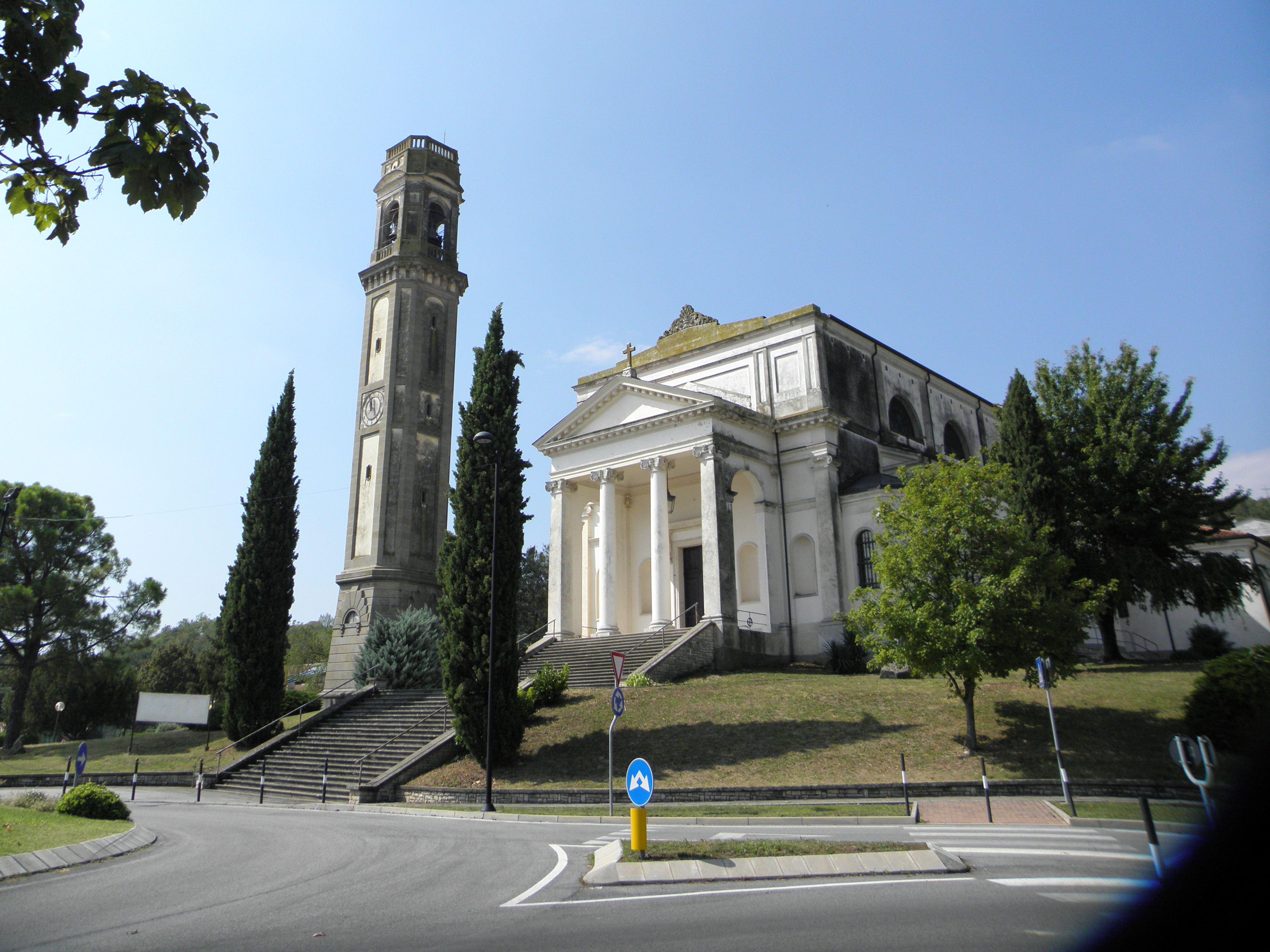
La chiesa ed il campanile

Un tempo a Lozzo esisteva una piccola chiesetta, sorta sulle fondamenta di un antico tempio pagano. Nel 1818 la parrocchia di Lozzo Atestino, sino ad allora appartenente alla diocesi di Vicenza, venne incorporata da papa Pio VII in quella di Padova. 
Nel 1859 iniziarono i lavori di costruzione dell'attuale parrocchiale, terminata la quale (1861), venne demolita l'antica chiesa arcipretale. Negli anni novanta sia la chiesa che il campanile vennero ristrutturati.

## Interno
Appartenente alla parrocchia di Lozzo Atestino è una tela raffigurante Gesù Cristo sorretto da angeli, con vicini i santi Giovanni Evangelista, Francesco d'Assisi, Leonzio e Carpoforo, dipinta dal veneziano Gregorio Lazzarini verso la fine del XVII secolo.

## Galleria d'immagini

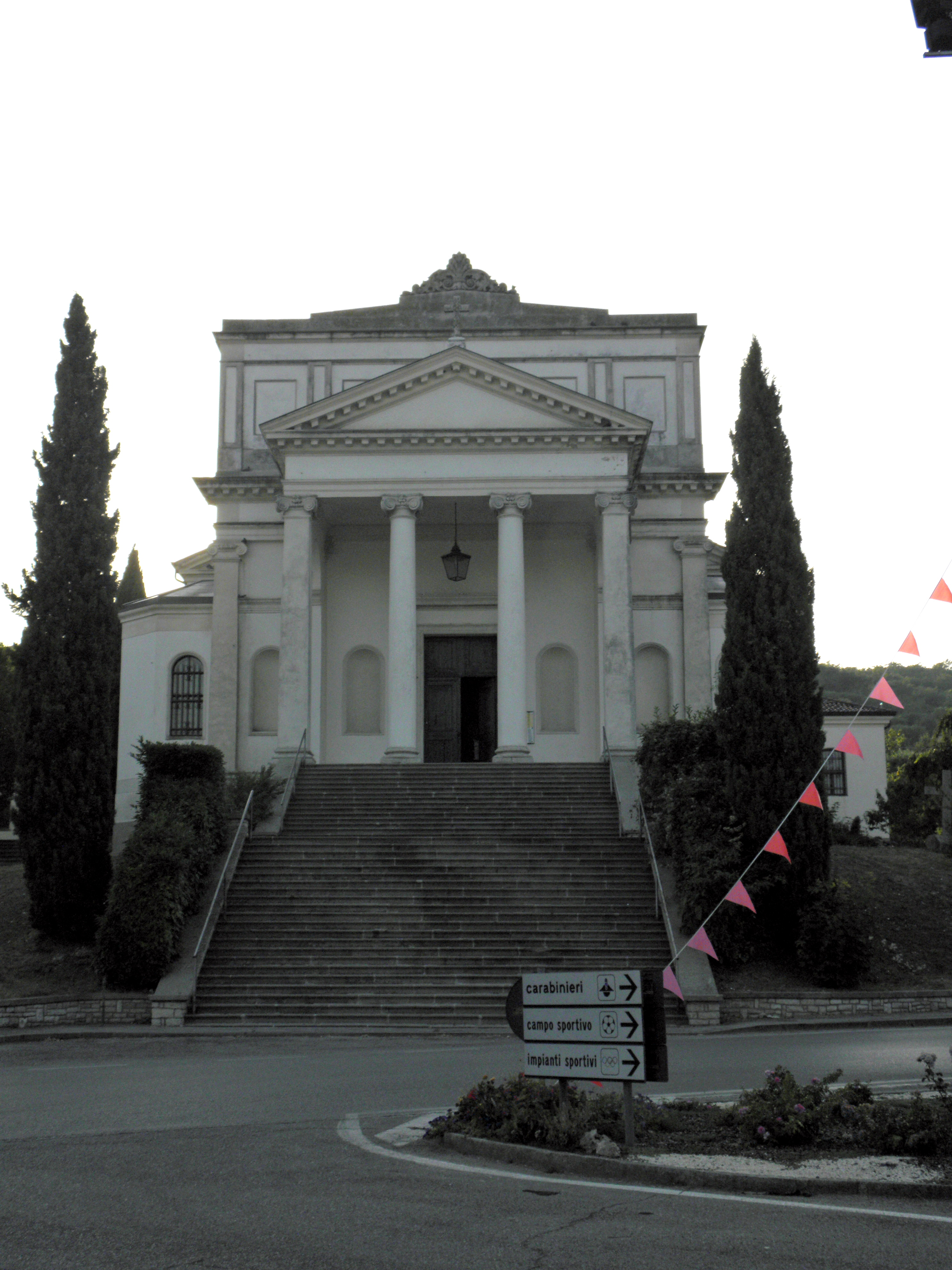
La chiesa con la scalinata antistante.
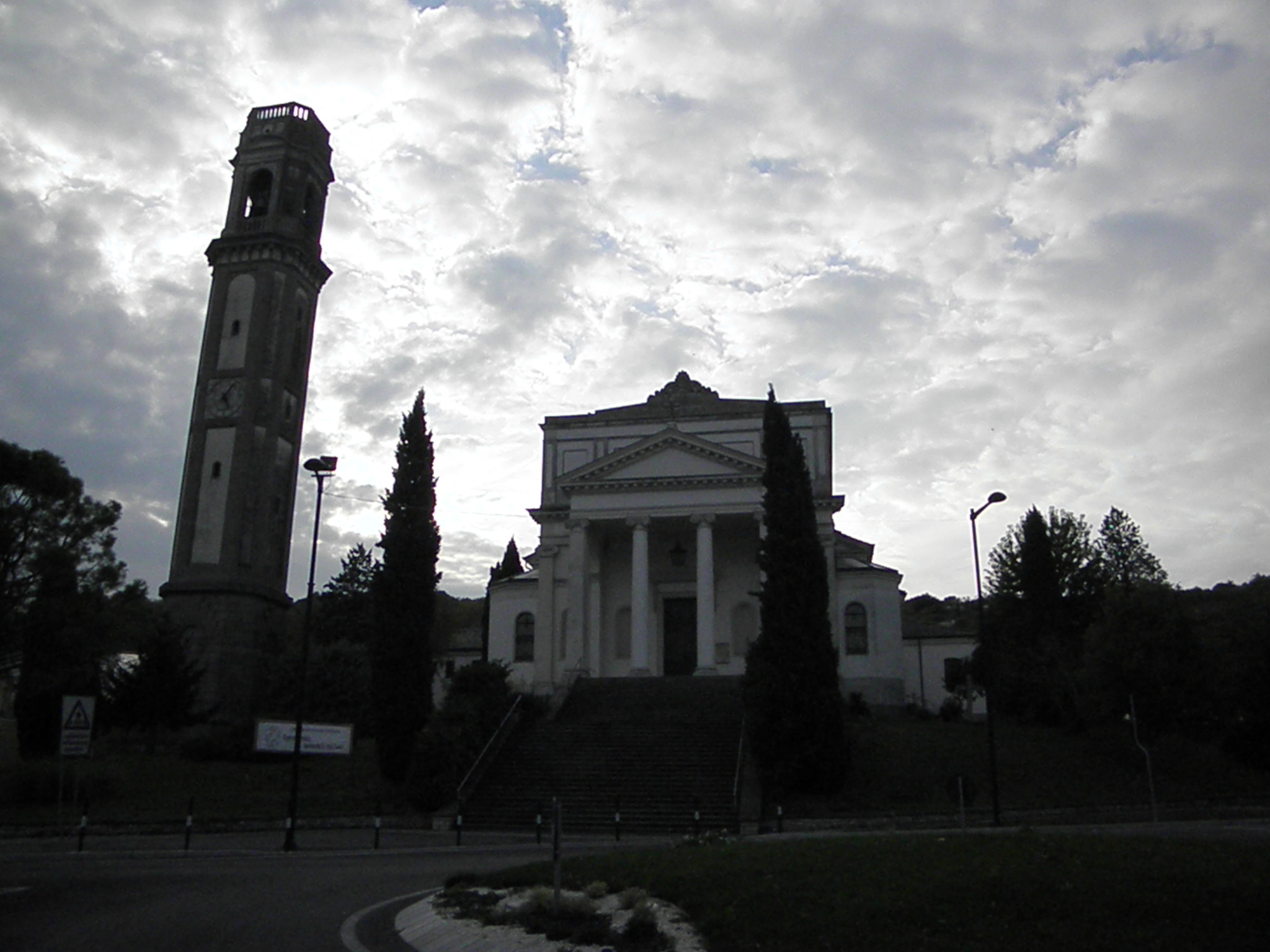
La chiesa ed il campanile.
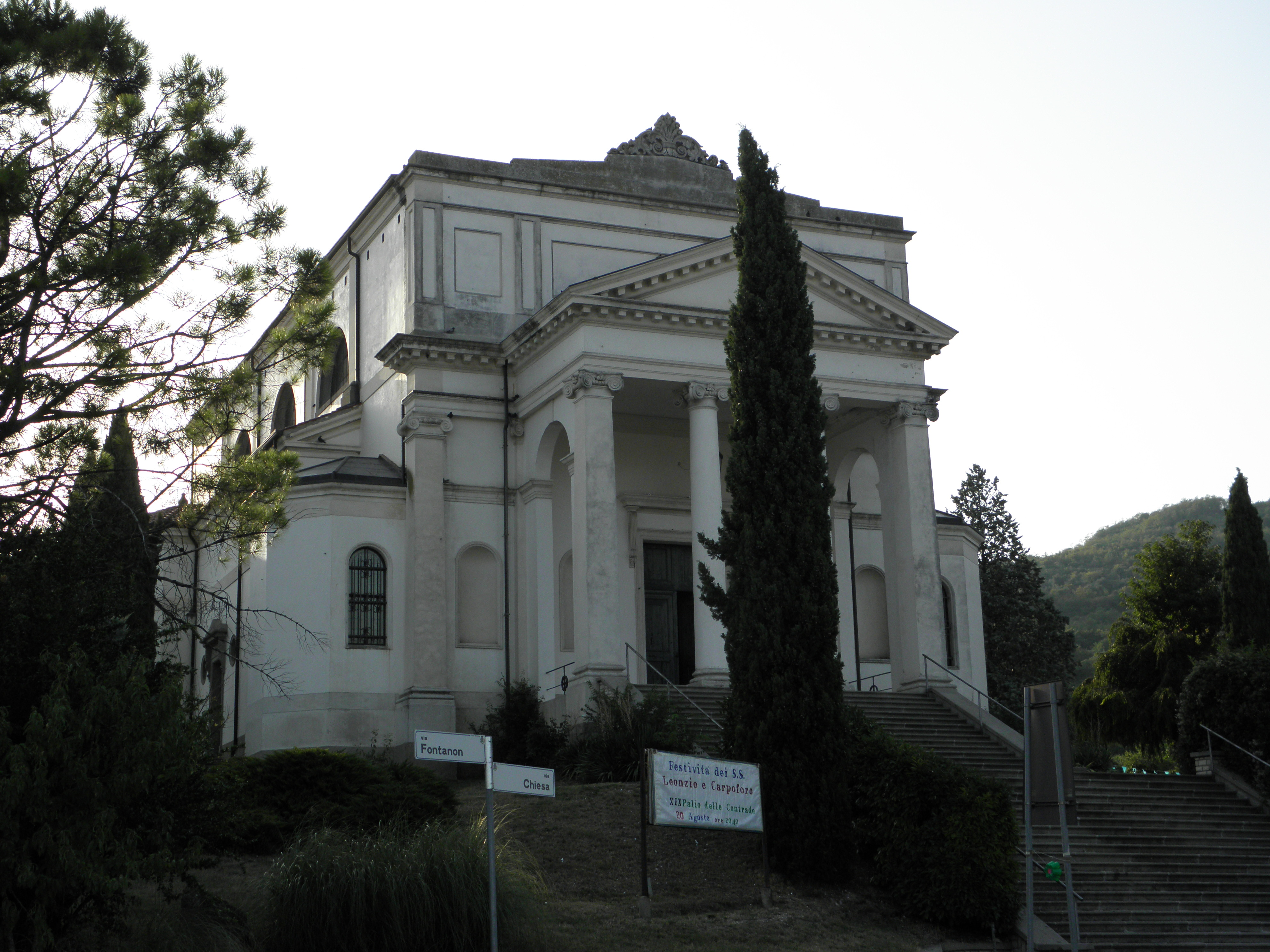
Un'altra veduta della chiesa .
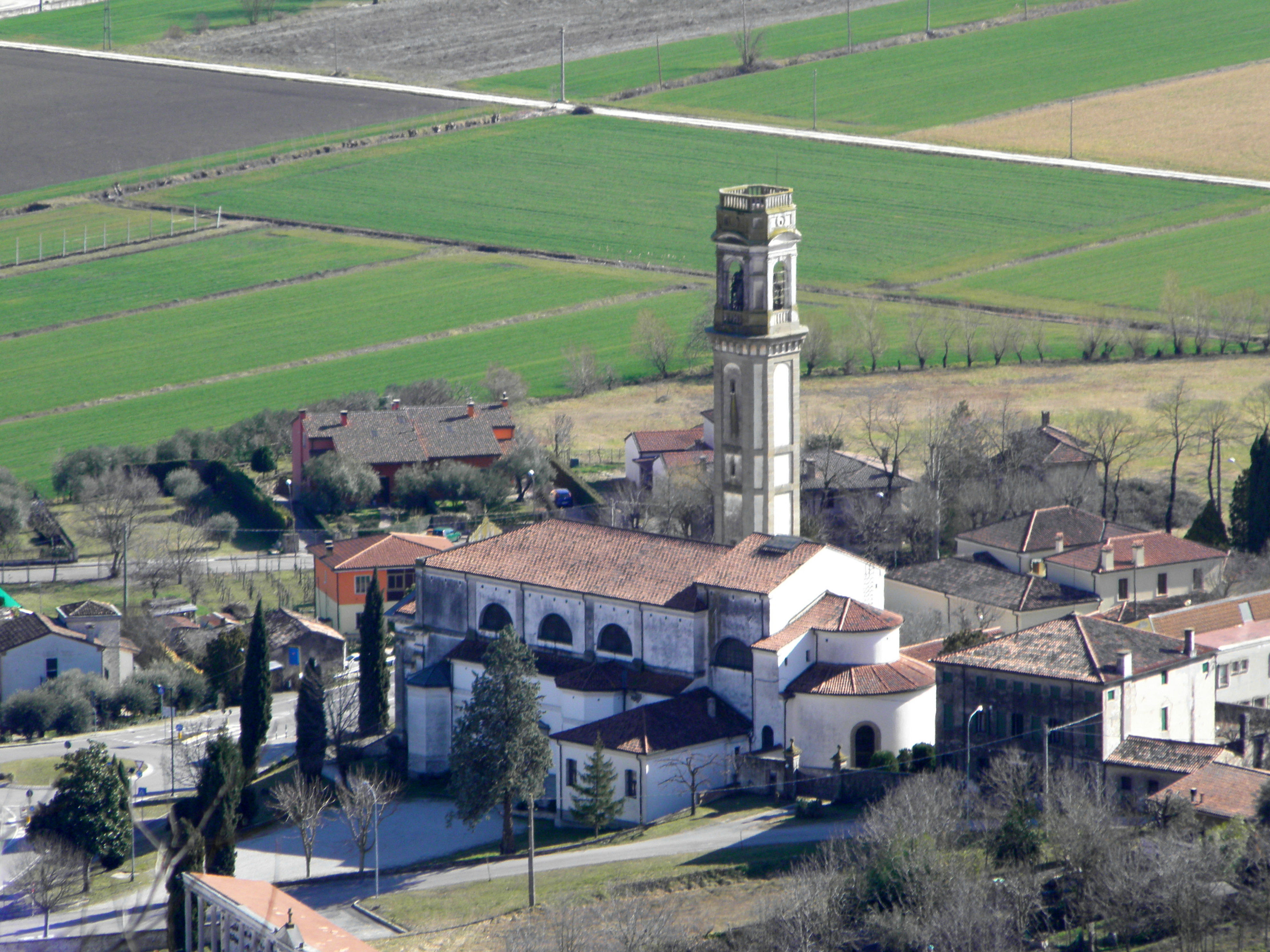
Vista della chiesa dallo spiazzo davanti all'ex cava sul Monte Lozzo.